# Music of My Heart
"Music of My Heart" é uma canção da artista cubana americana Gloria Estefan e da boy band norte-americana NSYNC. A música foi escrita por Diane Warren e produzida por David Foster, para o filme dirigido por Wes Craven, Music of the Heart (1999). Foi lançado como o primeiro single da trilha sonora em 28 de setembro de 1999, através da Miramax Records e da Epic Records.
A canção alcançou o segundo lugar na Billboard Hot 100 em 1999, perdendo o primeiro lugar para "Heartbreaker", de Mariah Carey. Ele foi listado nos gráficos de fim de ano da Billboard no número 97. O single foi certificado como Ouro pela RIAA nos Estados Unidos por suas vendas de 500.000 cópias.
"Music of My Heart" ganhou o Billboard Music Award de Melhor Canção de um Filme, e o Blockbuster Award de Melhor Canção Pop em um Filme. Também foi indicado ao Oscar de Melhor Canção Original, bem como Prêmios Grammy de Melhor Canção Escrita por um Filme e Melhor Colaboração Pop com Vocais.

## Composição
"Music of My Heart" foi escrita por Diane Warren e produzida por David Foster, para o filme dirigido por Wes Craven, Music of the Heart (1999). Gloria Estefan e banda NSYNC gravaram seus vocais para a música em 1999.  Foi lançado como o primeiro single da trilha sonora do filme em 28 de setembro de 1999. "Music of My Heart" é uma canção pop teen que dura por quatro minutos e trinta e um segundos.  A canção é composta na chave de B grande e está situado em compasso de tempo comum, com um moderadamente lento ritmode de 68 batidas por minuto. O alcance vocal de Estefan e os membros do NSYNC se estendem por uma oitava, de F ♯ 4 a B 5.

## Vídeo musical
O vídeo, dirigido por Nigel Dick, apresenta NSYNC e Gloria Estefan cantando no Miami High School, em Miami, com fotos intercaladas de músicos estudantis. O vídeo estreou no MTV 's Total Request Live em 12 de agosto de 1999, direto no número 1.

## Lista de faixas
- Reino Unido (1999)

CD1 (50997 668527 2)
1. "Music of My Heart" (versão álbum) – 4:31
2. "Music of My Heart" (Lawrence Dermer Remix) – 4:21
3. "Music of My Heart" (Hex Hector 12" Club Mix) – 9:20

CD2 (50997 668527 5)
1. "Music of My Heart" (versão álbum) – 4:31
2. "Music of My Heart" (Hex Hector 7" Radio Edit) – 4:18
3. "Music of My Heart" (Pablo Flores Club Mix) – 10:06

- Europa & América (1999)

CD1
1. "Music of My Heart" (versão álbum) – 4:31
2. "Music of My Heart" (Hex Hector 7" Remix) – 4:18

CD2
1. "Music of My Heart" (versão álbum) – 4:31
2. "Music of My Heart" (Pablo Flores Club Mix) – 10:06
3. "Music of My Heart" (Pablo Flores Radio Edit) – 4:42

## Desempenho nas tabelas musicais
| Parada (1999)                                      | Posição |
| -------------------------------------------------- | ------- |
| Brasil (Brasil Hot 100 Airplay)[carece de fontes?] | 84      |
| Canadá (RPM)                                       | 7       |
| Escócia (Scottish Singles Chart)                   | 35      |
| Espanha (PROMUSICAE)                               | 11      |
| Estados Unidos (Billboard Hot 100)                 | 2       |
| Estados Unidos (Billboard Adult Contemporary)      | 2       |
| Estados Unidos (Billboard Mainstream Top 40)       | 21      |
| Estados Unidos (Billboard Rhythmic)                | 23      |
| Malásia (Parada de singles da Malásia)             | 4       |
| Países Baixos (Dutch Top 40)                       | 58      |
| Reino Unido (UK Singles Chart)                     | 34      |
| Singapura (Parada de singles da Singapura)         | 6       |

| Chart (1999)                       | Posição |
| ---------------------------------- | ------- |
| Estados Unidos (Billboard Hot 100) | 97      |

## Certificações
| Região                | Certificado | Vendas  |
| --------------------- | ----------- | ------- |
| Estados Unidos (RIAA) | Ouro        | 500,000 |